# Campeonato de España de Atletismo 2017
El XCVII Campeonato de España de Atletismo se disputó los días 22 y 23 de julio de 2017 en el Estadio Joan Serrahima en Barcelona. 
Junto a las pruebas individuales, se celebró el campeonato de España de relevos 4×100 y 4×400 por clubes, además de los campeonatos de pruebas combinadas (Decathlon y Hepthalon). 

## Resultados

### Hombres
| Evento                          | | | |
| ------------------------------- | --- | --- | --- |
| 100 m (viento: +0.7 m/s)        | Ángel David Rodríguez F.C. Barcelona 10"24                                                                                        | Eusebio Cáceres Independiente 10"60                                                                                | Orkatz Beitia Real Sociedad 10"61                                                                                         |
| 200 m (viento: +0.6 m/s)        | Samuel García Playas de Castellón 20"59 MMP                                                                                       | Daniel Cerdán C.A. Torrent 21".05 MMP                                                                              | Daniel Rodríguez Playas de Castellón 21"33                                                                                |
| 400 m                           | Óscar Husillos F.C. Barcelona 45"42                                                                                               | Lucas Búa F.C. Barcelona 45"90                                                                                     | Darwin A. Echeverry Tenerife Caja Canarias 46"37 MMP                                                                      |
| 800 m                           | Saúl Ordóñez New Balance Team 1'47"03                                                                                             | Álvaro de Arriba F.C. Barcelona 1'47"25                                                                            | Kevin López C.D. Nike Running 1'47"35                                                                                     |
| 1500 m                          | Adel Mechaal New Balance Team 3'47"07                                                                                             | Marc Alcalá F.C. Barcelona 3'47"43                                                                                 | Alberto Imedio F.C. Barcelona 3'47"77                                                                                     |
| 5000 m                          | Adel Mechaal New Balance Team 14'07"93                                                                                            | Ilias Fifa F.C. Barcelona 14'11"07                                                                                 | Daniel Mateo Atletismo Bikila 14'12"48                                                                                    |
| 110 m vallas (viento: -0.2 m/s) | Orlando Ortega Independiente 13"52                                                                                                | Javier Colomo Grupompleo Pamplona At. 13"94                                                                        | F. Javier López Playas de Castellón 14"05                                                                                 |
| 400 m vallas                    | Sergio Fernández New Balance Team 50"51                                                                                           | Mark Ujakpor Playas de Castellón 51"05                                                                             | Íñigo Rodríguez Real Sociedad 51"54 =MMP                                                                                  |
| 3000 m obstáculos               | Sebastián Martos C.D. Nike Running 8'29"29                                                                                        | Fernando Carro Suanzes San Blas 8'30"77                                                                            | Jonathan Romeo C.A. Lloret-La Selva 8'31"36 MMP                                                                           |
| 10 000 m marcha                 | Álvaro Martín Playas de Castellón 39'47"17                                                                                        | Luis Alberto Amezcua Juventud Guadix 39'50"88                                                                      | Miguel Ángel López UCAM Murcia 40'15"17                                                                                   |
| Salto de altura                 | Carlos Rojas Unicaja Atletismo 2,17 m MMP Miguel A. Sancho Playas de Castellón 2,17 m Simón Siverio Tenerife Caja Canarias 2,17 m | | |
| Salto con pértiga               | Adrián Vallés Grupompleo Pamplona At. 5,56 m                                                                                      | Igor Bychkov Playas de Castellón 5,51 m                                                                            | Istar Dapena Real Sociedad 5,31 m                                                                                         |
| Salto de longitud               | Jean Marie Okutu F.C. Barcelona 7,54 m (viento: +1.2 m/s)                                                                         | Sergio Rípodas Grupompleo Pamplona At. 7,46 m (viento: +0.8 m/s)                                                   | José Luis Fernández Unicaja Atletismo 7,45 m (viento: +1.1 m/s)                                                           |
| Triple salto                    | Pablo Torrijos Playas de Castellón 16,88 m (viento: +0.4 m/s)                                                                     | Vicente Docavo Playas de Castellón 16,54 m (viento: +1.3 m/s)                                                      | Marcos Ruiz F.C. Barcelona 16,10 m v. (viento: +2.5 m/s)                                                                  |
| Lanzamiento de peso             | Borja Vivas At. Málaga 20,30 m | Carlos Tobalina F.C. Barcelona 20,06 m                                                                             | José Ángel Pinedo Fent Camí Mislata 18,52 m                                                                               |
| Lanzamiento de disco            | Frank Casañas Independiente 59,75 m                                                                                               | Lois Maikel Martínez Playas de Castellón 58,71 m                                                                   | Alejandro Vielva Grupompleo Pamplona At. 56,61 m                                                                          |
| Lanzamiento de martillo         | Miguel Alberto Blanco F.C. Barcelona 70,59 m                                                                                      | Kevin Arreaga Playas de Castellón 66,55 m                                                                          | Pedro José Martín F.C. Barcelona 66,47 m                                                                                  |
| Lanzamiento de jabalina         | Odei Jainaga Club Deportivo Eibar 73,50 m                                                                                         | Nicolás Quijera Grupompleo Pamplona At. 73,41 m                                                                    | Pablo Bugallo Playas de Castellón 68,28 m                                                                                 |
| Decathlon                       | Vicente Guardiola UCAM Cartagena 7367 pts MMP 11"17(0.0)/7,06(+3.6)/13,02/1,90/49"81/ /14"94(+1.3)/38,97/4,60/50,93/4'50"13       | Mario Arancón At. Numantino 7346 pts 11"15(0.0)/7,35(+1.5)/12,39/1,93/50"23/ /14"59(+1.3)/36,03/4,40/46,57/4'37"82 | Javier Pérez Tenerife Caja Canarias 6987 pts 11"64(0.0)/7,19(+2.8)/13,00/1,87/52"51/ /14"83(+0.7)/36,37/4,70/4,87/4'55"75 |
| Relevos 4 × 100 m               | Playas de Castellón F. Javier López, Yunier Pérez, Arian Olmos Téllez, Chinedu Patrick Ike 40"55                                  | Real Sociedad Octavian Romanescu, Orkatz Beitia, Alberto Muñoz, David Arqués 40"64                                 | A.D. Marathon Íñigo Sagaz, Álvaro Plaza, Daniel Quero, Alejandro Lozano 40"68                                             |
| Relevos 4 × 400 m               | F.C. Barcelona Óscar Husillos, Guillermo Rojo, Pau Fradera, Lucas Búa 3'09"77                                                     | Playas de Castellón Alberto Gavaldá, Alejandro Estévez, David Jiménez, Mark Ujakpor 3'12"00                        | A.D. Marathon Ryan Wallis, Adrián Parra, Julio Arenas, Jesús Pérez 3'12"19                                                |

### Mujeres
| Evento                          | | |                                                                                                  |
| ------------------------------- | --- | --- | ------------------------------------------------------------------------------------------------ |
| 100 m (viento: +1.9 m/s)        | Cristina Lara F.C. Barcelona 11"40 RC                                                                    | Alazne Furundarena At. San Sebastián 11"66 MMP                                                       | Mª Isabel Pérez Valencia Esports 11"75                                                           |
| 200 m (viento: -0.1 m/s)        | Estela García Valencia Esports 23"63                                                                     | Paula Sevilla Playas de Castellón 23"95                                                              | Nana Jacob Tenerife Caja Canarias 24"14                                                          |
| 400 m                           | Laura Bueno Valencia Sports 53"63                                                                        | Carmen Sánchez F.C. Barcelona 54"02                                                                  | Elena Moreno Valencia Esports 54"52                                                              |
| 800 m                           | Esther Guerrero New Balance Team 2'03"58                                                                 | Natalia Romero Unicaja Atletismo 2'05"39                                                             | Zoya Naumov A.A. Catalunya 2'06"75                                                               |
| 1500 m                          | Solange A. Pereira Valencia Esports 4'40"55                                                              | Marta Pérez Valencia Esports 4'40"78                                                                 | Blanca Fernández F.C. Barcelona 4'41"69                                                          |
| 5000 m                          | Ana Lozano Dental Seoane Pampín 16'02"27                                                                 | Maitane Melero Grupompleo Pamplona At. 16'07"73 MMP                                                  | Trihas Gebre Bilbao At. 16'30"20                                                                 |
| 100 m vallas (viento: -0.4 m/s) | María Mújika At. San Sebastián 13"51 MMP                                                                 | Teresa Errandonea Super Amara BAT 13"53                                                              | Alba Manzano A.A. Catalunya 14"10 =MMP                                                           |
| 400 m vallas                    | Sara Gallego ISS L'Hospitalet 57"88 MMP                                                                  | Paulette Fernández Ría Ferrol-C. Arenal 59"41 MMP                                                    | Leyre de la Rúa Grupompleo Pamplona At. 1'00"45 MMP                                              |
| 3000 m obstáculos               | Irene Sánchez-Escribano Playas de Castellón 9'48"45                                                      | Carolina Robles Valencia Esports 9'52"79                                                             | Mª Teresa Urbina F.C. Barcelona 9'58"76                                                          |
| 10 000 m marcha                 | Julia Takacs Playas de Castellón 44'36"63                                                                | Lidia Sánchez-Puebla Playas de Castellón 46'13"79                                                    | Amanda Cano UCAM Athleo Cieza 46'26"21                                                           |
| Salto de altura                 | Ruth Beitia Torralbo's Team 1,86 m                                                                       | Saleta Fernández Valencia Esports 1,83 m MMP                                                         | Cristina Ferrando Playas de Castellón 1,80 m                                                     |
| Salto con pértiga               | Carla Franch F.C. Barcelona 4,21 m                                                                       | Maialen Axpe At. San Sebastián 4,11 m                                                                | Malen Ruiz de Azúa Super Amara BAT 4,11 m)                                                       |
| Salto de longitud               | Olatz Arrieta F.C. Barcelona 6,43 m v (viento: +2.1 m/s)                                                 | Fátima Diame Valencia Esports 6,34 m v (viento: +2.1 m/s)                                            | María del Mar Jover Valencia Esports 6,15 m (viento: +1.8 m/s)                                   |
| Triple salto                    | Ana Peleteiro C.A. Adidas 13,67 m (viento: +0.9 m/s)                                                     | Fátima Diame Valencia Esports 13,36 m (viento: 0.0 m/s)                                              | Patricia Sarrapio Playas de Castellón 13,23 m (viento: 0.0 m/s)                                  |
| Lanzamiento de peso             | Úrsula Ruiz Valencia Esports 18.28 m RN                                                                  | Belén Toimil Playas de Castellón 17,19 m                                                             | Elena Gutiérrez F.C. Barcelona 14,74 m                                                           |
| Lanzamiento de disco            | Sabina Asenjo F.C. Barcelona 57,97 m                                                                     | Andrea Alarcón A.A. Catalunya 54,41 m                                                                | June Kintana Grupompleo Pamplona At. 54,32 m                                                     |
| Lanzamiento de martillo         | Berta Castells Valencia Esports 67,53 m                                                                  | Laura Redondo F.C. Barcelona 67,43 m                                                                 | Osarumen Odeh Playas de Castellón 61,49 m                                                        |
| Lanzamiento de jabalina         | Lidia Parada A.A.D. Barbanza 57,97 m                                                                     | Arantza Moreno F.C. Barcelona 55,74 m                                                                | Nora Bizet Valencia Esports 52,91 m                                                              |
| Heptatlón                       | Carmen Romero Simply Scorpio 71 5579 pts MMP 14"37(+2.0)/1,69/11,51/25"69(+0.9)/5,74(+1.4)/41,77/2'15"55 | Estefanía Fortes A.A. Catalunya 5576 pts 14"13(+2.0)/1,60/13,09/25"33(+0.9)/5,86(+1.8)/40,98/2'21"25 | Andrea Medina A.D. Marathon 5433 pts 14"65(+2.0)/1,72/12,54/25"24(+0.9)/5,59(+0.5)/35,21/2'21"58 |
| Relevos 4 × 100 m               | Valencia Esports Fátima Diame, Estela García, Cristina Castellar, Mª Isabel Pérez 45"62                  | Grupompleo Pamplona At. Yaiza Sanz, Ane Petrirena, Nerea Bermejo, Laila Lacuey 46"44                 | Playas de Castellón Isabel Grau, Esther Murcia, Paula Sevilla, Lara Gómez 46"47                  |
| Relevos 4 × 400 m               | Valencia Esports Modesta Morauskaite, Elena Moreno, Solange Pereira, Laura Bueno 3'40"04                 | A.A. Catalunya Sara Dorda, Zoya Naumov, Laura Centella, Andrea Díez 3'47"89                          | Simply Scorpio 71 Laura Fernández, Elisa Cortés, Laia González, Begoña Garrido 3'48"09           |